# Vicente Escudero
Pour les articles homonymes, voir Escudero.
Vicente Escudero Urive, plus connu sous son nom d'artiste Vicente Escudero (né à Valladolid (Espagne) le 27 octobre 1892 et mort à Barcelone le 4 décembre 1980) est un danseur et chorégraphe de flamenco espagnol. Il est aussi théoricien de la danse, conférencier, peintre, écrivain, et occasionnellement chanteur et acteur de cinéma.